# Tadeusz Parchański
Tadeusz Parchański (ur. 21 czerwca 1947 w Katowicach) – polski polityk, samorządowiec, poseł na Sejm IV kadencji.

## Życiorys
Ukończył w 1972 studia na Wydziale Maszyn Górniczych i Hutniczych Akademii Górniczo-Hutniczej w Krakowie. Do 1984 pracował jako sztygar i konstruktor w kopalniach (do 1979 był dyrektorem MERA-KFAP w Limanowej), następnie do 1989 prowadził własną działalność gospodarczą (zakład fotograficzny). W 1980 wstąpił do NSZZ „Solidarność”. W latach 1990–1997 pełnił funkcję wójta gminy Tymbark, a od 1998 do 1999 wójta gminy Słopnice. Należał do Porozumienia Centrum, a następnie do Stronnictwa Konserwatywno-Ludowego.
W rządzie Jerzego Buzka objął stanowisko wicewojewody małopolskiego z rekomendacji SKL. W 2001 został wybrany na posła IV kadencji z ramienia Platformy Obywatelskiej w okręgu nowosądeckim. Pracował w Komisji Ochrony Środowiska, Zasobów Naturalnych i Leśnictwa. W 2005 nie uzyskał ponownie mandatu i wycofał się z polityki.